# Rivière Sainte-Anne (du Nord)
Der Rivière Sainte-Anne (früher: Rivière Sainte-Anne du Nord) ist ein Fluss in der Verwaltungsregion Capitale-Nationale der kanadischen Provinz Québec.

## Flusslauf
Er hat eine Länge von 97 km, ein Einzugsgebiet von 1077 km² und einen mittleren Abfluss von 26 m³/s. Der Fluss hat seinen Ursprung im Lac Sainte-Anne du Nord. Von dort fließt er in südlicher Richtung und mündet bei Sainte-Anne-de-Beaupré gegenüber der Insel Île d’Orléans und 35 km nordöstlich der Provinzhauptstadt Québec in den Sankt-Lorenz-Strom.
Bei Saint-Ferréol-les-Neiges befinden sich die Wasserfälle Sept Chutes (⊙), die sich in mehreren Fällen über eine Höhendifferenz von 128 m ergießen. Anschließend durchfließt der Fluss die 10 km lange Schlucht Canyon Sainte-Anne. An dessen Ende bei Saint-Joachim befindet sich der 74 m hohe Wasserfall Chute Sainte-Anne (⊙).

## Wasserkraftwerk
Das von Hydro-Québec betriebene Wasserkraftwerk Sept Chutes liegt am Fluss Rivière Sainte-Anne. Es wurde 1916 erbaut und 1999 modernisiert. Es besitzt vier Turbinen mit einer Gesamtleistung von 22 MW. Das hydraulische Potential beträgt 124,97 m. Das Kraftwerk kann besichtigt werden. Die Barrage des Sept-Chutes (⊙) befindet sich 14 km oberhalb der Mündung.